# Las tinieblas floridas
Las tinieblas floridas es una novelita (el diminutivo se debe a su tamaño y no a su calidad literaria) corta, sentimental y poemática, de factura mironiana, pero en la que se alcanza un mayor grado de lirismo que el que caracteriza a Gabriel Miró.
Como en no pocos de los poemas de Mauricio Bacarisse, la naturaleza vuelve a estar omnipresente, aunque casi siempre reducida al papel de marco en el que se desarrolla la acción. Solo quizás en la noche de bodas de Ángel y Cristina (los dos protagonistas), la descripción de una tormenta sirva como perífrasis más o menos elusiva de la unión sexual. Paso a transcribir el fragmento que, en la edición desde la que copió (la original de 1927), comprende las páginas 29 y 31:
Toda la noche embistió a la tierra la tempestad rugidora, babeante de la espuma de los acantilados, hendiendo las entrañas de las nubes con las astas luminosas de las centellas. Los esposos oían, abrazados, el ronco jadear de las trombas, entre suspiros de amor. Se sucedían los truenos con el fragor de un derrumbamiento de montañas divinas, de cordilleras de fuego. Entre los dos pobres seres humanos también estalló una tormenta de ardor, una lluvia de besos y una borrasca de quejas.
Como se puede comprobar por el pasaje anterior, se trata de una prosa muy cuidada, con una retórica discreta y sencilla y con un uso abundante de los adjetivos.
- Datos: Q5971330